# Scottsboro
La ville de Scottsboro est le siège du comté de Jackson, dans l'État de l'Alabama, aux États-Unis d'Amérique.

## Démographie
| 1870 | 1880 | 1890 | 1900  | 1910  | 1920  | 1930  | 1940  |
| ---- | ---- | ---- | ----- | ----- | ----- | ----- | ----- |
| 357  | 722  | 959  | 1 014 | 1 019 | 1 417 | 2 304 | 2 834 |

| 1950  | 1960  | 1970  | 1980   | 1990   | 2000   | 2010   | - |
| ----- | ----- | ----- | ------ | ------ | ------ | ------ | - |
| 4 731 | 6 449 | 9 324 | 14 758 | 13 786 | 14 762 | 14 770 | - |